# 中国民间信仰
中国民间信仰或華人民间信仰是指一種發源自遠古時期以萬物崇拜（尤其是天）和祖先崇拜為基礎的多神論混合宗教（diffused religion），包含道教、儒教、大乘佛教、原始巫覡等諸多元素，但在信仰實踐中通常不作区分，奉行相互貫通的宗教融合主義；通常以宮廟、神壇為崇拜場所，因與道教信仰特徵多有重疊，有時會視其為道教的一種形式，但並無獨立的理論、組織、成員，而依附世俗社會之中。華人民間信仰會延請佛教的僧侶、道教的道士，或者民間法派的法師（如普庵派法師、閭山派法師、釋教香花僧、喃嘸僧等等），至宮廟寺院或家中作喪事，以及消災、解厄、驅邪、祈福等儀式服務。一部分信徒根據自己的體悟及宗教經驗而整合經典教義、佈道傳教，並建立體系化的宗教團體，遂演變為會道門、中國秘密宗教、新興宗教（如羅教、齋教、理教、一貫道、天德教、天帝教等等）。

## 簡介
民間信仰沒有統一的教義和經典，亦没有來自上層組織的限制，而是由下而上自發的群體信仰。以嘉慶元年（1796）扶鸞著作，署名燃燈古佛所註《金剛經真解》為例，其三教觀為：
是道也：在儒謂之中庸，在釋謂之寶珠，在道謂之大藥。其入門下手工夫：在儒則有忠恕，在釋則有慈悲，在道則有感應。其總括而筆之於書，以教天下萬世也：在儒則有周易，及大學中庸，在釋則有如此金剛，及華嚴楞嚴，在道則有黃庭，及道德參同，與一切丹經。其得此金剛不壞之真炁也：在儒則曰無聲無臭，至大至剛，在釋謂之法身，在道謂之嬰兒。而其成功之命名也：在儒則曰聖人，在釋、道則曰仙佛。……儒者能學孔聖，不必學仙佛，而窮神達化，即是仙佛。釋道之所學，雖學仙佛，必無異於孔聖，方成正果。
雖然融合三教，但未必完全奉行各教的教義，如民间宮廟的祭祀，未必會遵照佛教和道教禁止肉食祭祀或杀生祭祀的戒律。民間信仰的功利性强，不热衷了解宗教教义，如俗語說：“平时不烧香，临急抱佛脚”“拜得神多自有神庇佑”，一般求的是姻缘、健康、平安、事業、學業等等。 民间信仰者注重世俗功利，不重视宗教教义，形成了包容性。因而中国较少发生因为宗教教义争议而引发的宗教战争。自古相傳的儒家理論為華人的民間信仰提供了處世的道德標準。“忠孝節義”是口耳相傳的道德準則，“舉頭三尺有神明”的俗諺，說明天道常存；“惡有惡報，善有善報”的報應觀念，印證了民眾廣植福田以求福報的心理。俗語說：“天有不測風雲，人有旦夕禍福”，除了求神拜佛祈求平安之外，凡是聚落、廟宇與屋宅常設避邪之厭勝物，如劍獅、符咒、八卦、令旗、石敢當等以護衛家宅，个人亦常佩戴各种护身符，如香灰、神像、符咒、玉佩等。當面臨生命中重要抉择時，民眾往往求之於求签、算命、面相、卜卦、堪輿、擇日、測字等传统占卜術數，以趨吉避凶。
華人民间信仰常见的宗教仪式包括每日早晚或农历初一、十五日上香敬神，一年一度的賽神會（神明绕境巡游），以及节日或神诞日在家中或宗教場所舉行的祭祀、斋醮活动。
崇拜对象方面，受華人傳統信仰的影响，通常以“天”（也稱老天爺、天公等，道教尊为玉皇大帝）为至尊神，民间信仰将玉皇大帝视为最高神，但正统道教中三清地位更高。敬天和祭祖為華人民間信仰的重要標誌。除敬天及祭祖外，天地萬物同樣是華人民間信仰的重要崇拜對象。中國皇帝除祭祀自己的祖先（祭祀地点为太庙）和天（祭祀地点在天坛），也祭祀后土、農業之神（社稷、先嗇）、日月星辰风雨雷电，乃至動物、器物等诸神，祈祷风调雨顺。在民间，民眾主要祭祀玉皇大帝、祖先、保护家庭的灶神以及保護土地的土地神。
民间信仰的普及已经超过任何特定的宗教，華人時常祭拜聖賢、偉人、英雄、帝王將相等人物神，逐渐演变成为民间宗教的神祇，如包拯、岳飛、郑成功。其中有的是地域性的，如妈祖主要受到沿海地区祭祀，由李冰神化而成的川主（二郎神）主要流行于四川、重庆及周边地区，大禹庙主要存在于大禹活动的山西和逝世的浙江地区，張巡與許遠流行於福建安溪，各地的城隍和土地神往往都是当地知名度高的歷史人物，如上海城隍廟三大城隍：老城隍霍光、城隍秦裕伯、新城隍陳化成。其他諸如恭太子申生、春申君、范增、蕭何、柳宗元、文天祥、陳文龍、楊繼盛、鐵鉉等英雄豪俊也往往被奉為城隍之神。也有的在全国各地受到普遍的崇拜，如财神赵公明、武聖关帝等。也有只受到行业崇拜的神祇，如鲁班作为木匠和泥水匠的祖师受到祭拜，唐玄宗或后唐庄宗是戏剧界的祖师，管仲或梁红玉被一些妓女作为保护神等。胡天保（或稱胡田寶）為護佑男色的兔兒神，專司人間男悅男之事。文学人物有时也会成爲民间宗教的神祇，如驅魔眞君鍾馗、齐天大圣孙悟空。中国民间信仰者对佛教和道教不加以区别，认为常拜属于某一宗教的神，信奉某一宗教信条的其中一条，就代表信仰该宗教。如家里供奉观音，相信因果报应，轮回。部分中国民间信仰者会自称信佛教，而不是民间信仰，例如娱乐杂志在介绍某某明星的宗教信仰一栏时，常常填写佛教却从不填写民间信仰
在儒教與佛教、道教三教合流的中华文化氛围中，大部分的儒家重要人物，也是道教的人物神，如孔子、倉頡許多道教廟宇也奉祀。有的甚至也成爲中国佛教的部分。而佛教毘沙門天王與哪吒父子，也成為了道教信仰的李天王與李哪吒。宗教上，知名的道士、僧侶過世以後，依然被民眾崇奉，尊為神佛；如許旌陽、呂純陽、王重陽、達摩祖师、濟公禪師、清水祖師等。民間信仰对神、佛、仙、菩萨、罗汉、圣贤英烈等来自不同宗教信仰体系的神祇不作严格区分，常一并供奉，并赋予不同的具体职能。受到佛教傳入的影響，在民間信仰中，也常泛稱非佛教的神明為菩薩，例如玉皇菩薩、媽祖菩薩。

## 中國民間信仰常見神祇列表

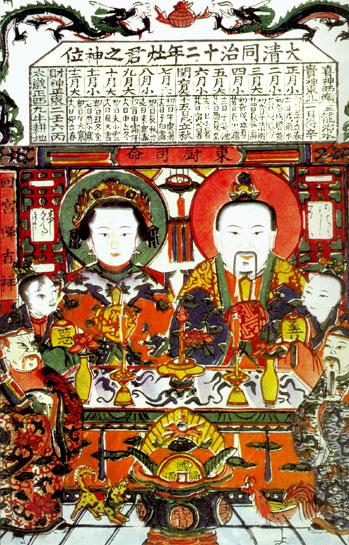
灶神

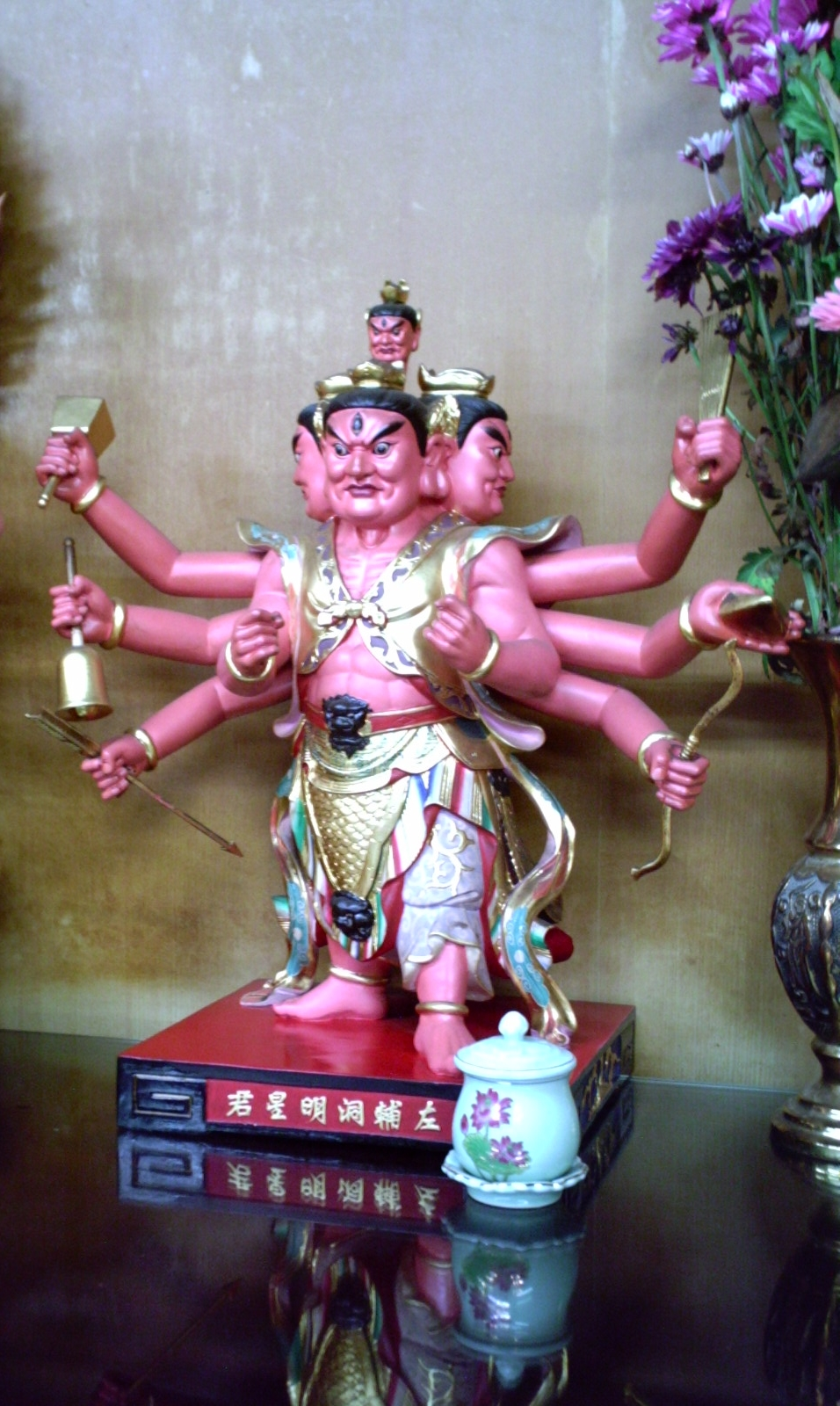
左輔洞明星君

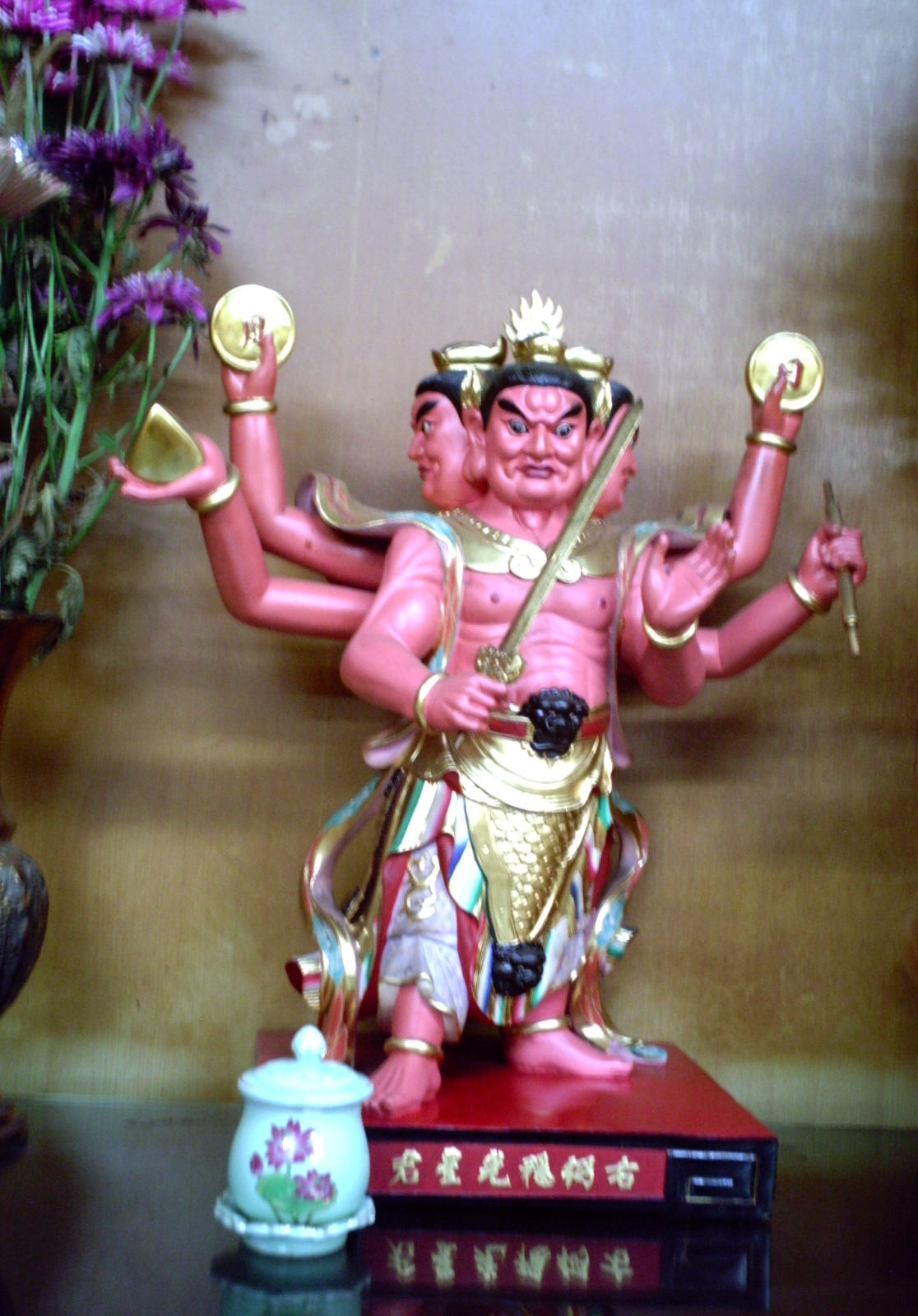
右弼隱光星君

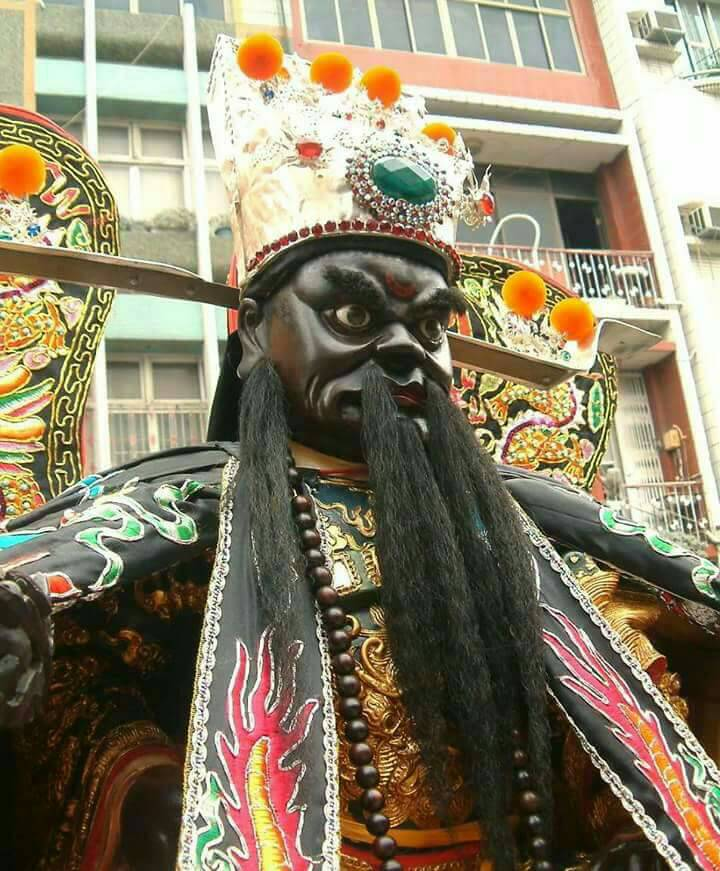
包府千歲，又稱為「閻羅天子」，亦為五文昌帝君之一。

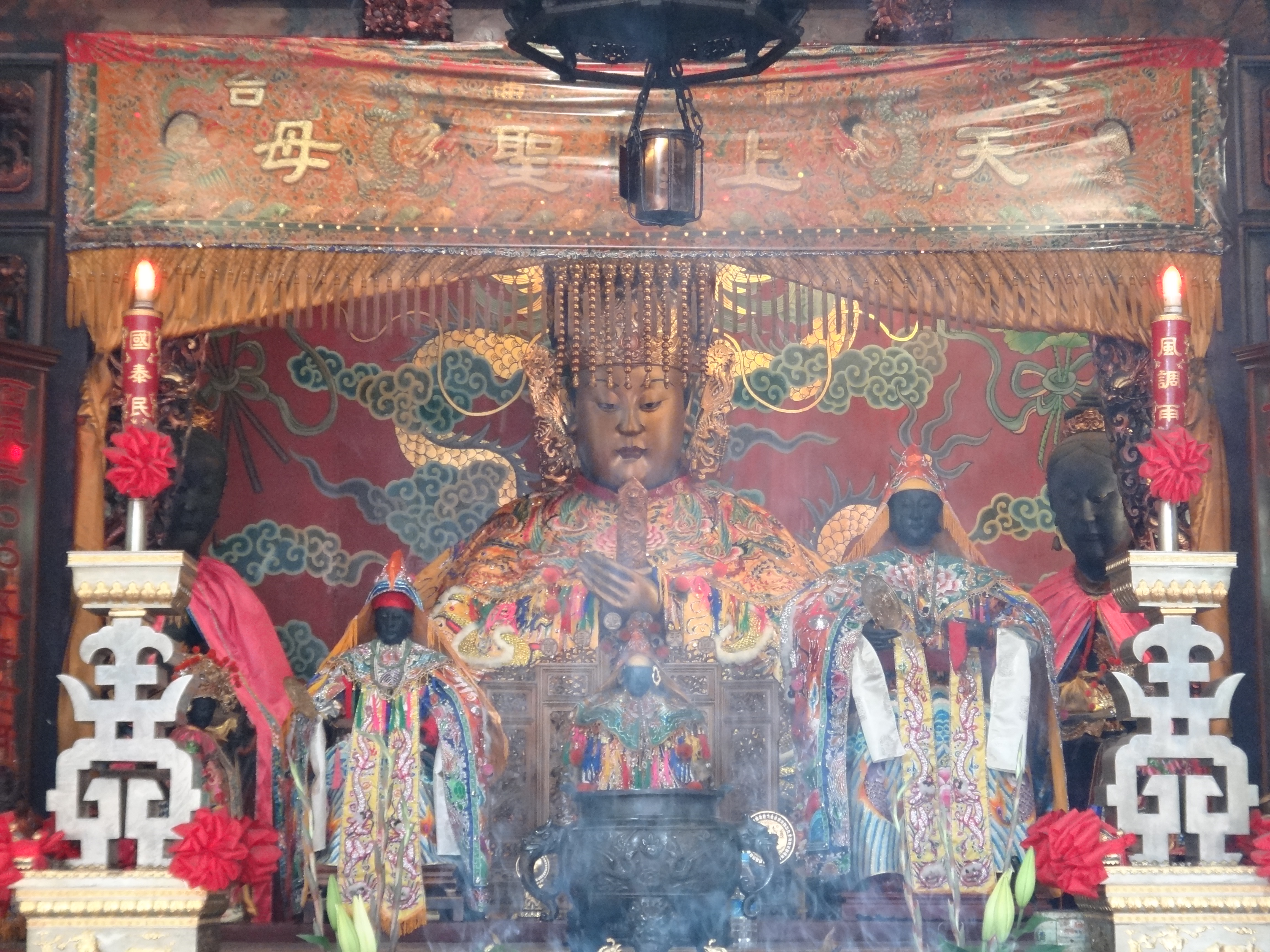
臺南市中西區臺南大天后宮主祀天上聖母（天后、媽祖）神像。

- 盤古王爺
- 無生老母
- 玉皇大帝
- 紫微大帝
- 天皇大帝
- 地母至尊
- 八卦祖師
- 女媧娘娘
- 王母娘娘
- 天官大帝
- 地官大帝
- 水官大帝
- 元始天尊
- 靈寶天尊
- 道德天尊
- 東華帝君
- 斗姥元君
- 右弼星君
- 左輔星君
- 太歲星君
- 太陽星君
- 太陰星君
- 北斗星君/九皇大帝
- 南斗星君
- 東斗星君
- 西斗星君
- 中斗星君
- 火德星君
- 水德星君
- 灶君
- 福星
- 祿星
- 壽星
- 二十八宿神
- 青龍星君
- 白虎星君
- 朱雀星君
- 玄武星君
- 關聖帝君
- 關平太子
- 周倉將軍
- 齊天大聖
- 中壇元帥
- 天上聖母
- 玄天上帝
- 保生大帝
- 軒轅黃帝
- 神農大帝
- 孫天醫
- 感天大帝
- 華佗仙師
- 扁鵲仙師
- 五福大帝
- 五顯大帝
- 孫臏真人
- 開閩尊王
- 開漳聖王
- 樂山通遠王
- 廣澤尊王
- 陳欽差
- 黃太尉
- 保儀尊王
- 保儀大夫
- 延平郡王
- 甘輝將軍
- 萬禮將軍
- 水仙尊王
- 三山國王
- 田都元帥
- 康元帥
- 西秦王爺
- 徐甲真人
- 張天師
- 鬼谷先師
- 裴仙師
- 法主公
- 何氏九仙君
- 岳武穆王
- 文昌帝君
- 倉頡先師
- 魁斗星君
- 朱衣星君
- 至聖先師
- 孟子
- 曾子
- 顏子
- 子贡
- 朱熹夫子
- 孚佑帝君
- 漢鍾離
- 張果老
- 韓湘子
- 鐵拐李
- 何仙姑
- 藍采和
- 曹國舅
- 川主·二郎神
- 月下老人
- 兔兒神
- 魯班先師
- 荷葉先師
- 白馬尊王
- 五路財神
- 比干
- 玄壇真君
- 七星娘娘
- 註生娘娘
- 臨水夫人
- 驪山老母
- 碧霞元君
- 九天玄女
- 后山奶奶
- 麻姑
- 雷公
- 電母
- 黃大仙
- 車公
- 楊侯
- 增福相公
- 張仙大帝
- 趙聖帝君
- 四海龍王
- 武夷君
- 崔府君
- 五年千歲
- 李府千歲
- 池府千歲
- 吳府千歲
- 朱府千歲
- 范府千歲
- 溫府千歲
- 黃府千歲
- 包府千歲
- 蘇府七王爺
- 謝府千歲
- 林府千歲
- 蔡府千歲
- 蕭府王爺
- 雷府千歲
- 威武陳元帥
- 輔信王公
- 照天君
- 王靈官
- 李天王
- 殷郊
- 惠澤尊王
- 太乙天尊
- 水部尚書
- 姜太公
- 董公祖師
- 武德尊侯
- 諸葛武侯
- 虎爺將軍
- 中嶽大帝
- 北嶽大帝
- 南嶽大帝
- 西嶽大帝
- 東嶽大帝
- 酆都大帝
- 靈安尊王
- 包公
- 地基主(阿立祖)
- 土地公(福德正神)
- 城隍爺
- 文武判官
- 十殿閻君
- 謝范將軍
- 陰陽司
- 牛馬將軍
- 孟婆尊神
- 枷爺鎖爺
- 夜遊神
- 日遊神
- 鍾馗真君
- 大士爺
- 釋迦牟尼佛
- 阿彌陀佛
- 藥師佛
- 彌勒菩薩
- 觀世音菩薩
- 文殊菩薩
- 普賢菩薩
- 大勢至菩薩
- 準提菩薩
- 地藏王菩薩
- 十八羅漢
- 清水祖師
- 定光古佛
- 伏虎禪師
- 濟公活佛
- 達摩祖師
- 顯應祖師
- 普庵祖師
- 三平祖師
- 慚愧祖師
- 扣冰祖師
- 多聞天王
- 持國天王
- 增長天王
- 廣目天王
- 韋馱將軍

### 其他
- 廣府籍：金花娘娘、華光大帝、黃大仙、冼夫人、洪聖、龍母娘娘
- 廣府四邑籍：林七仙娘
- 客家籍：柳春芳、三山國王（潮州客家）、定光古佛（閩西客家）、三仙姊（馮仙姊、張仙姊、何仙姊）
- 海陸豐籍：真君大帝、趙太祖師、宋帝
- 潮汕籍：三山國王、雙忠王、風雨聖者、大峰祖師、昭利聖君、宋禪師、註生娘娘、大王爺、珍珠娘娘、陸壓真人、太子千歲、李老仙師
- 閩南泉漳籍：七大巡爺、順正大王、保生大帝、廣澤尊王、註生娘娘
- 福建籍：天后聖母（不分廣府、福建、潮汕、客家，漢人普遍信奉媽祖，視為海神。福建興化人視為鄉土神）
- 香港水上人：大王公
- 上海籍：伯樂

## 民間信仰經書
華人民間宗教經典又稱善書，多蘊含儒、釋、道三教思想與社會倫理規範，內容具備教誨教育功能，信眾常大量印製善書並在各地廟宇免費派發以做功德，部分甚至成為宮廟舉行宗教科儀必誦的經典。

### 源自儒、釋、道經典的經書
這些供人索取的善書，有些是來自道藏的道教經書，有些是來自大藏經的佛教經書。在民間流通最廣的三教經典，佛教乃是《般若波羅密心經》與《金剛經》；道教則是《道德經》、《清靜經》、《南華經》，儒家則是《四書》與《易經》。

### 源自鸞堂的扶鸞著書
另外一部分則屬於民間造經的傳統，其原動力來自鸞堂的扶鸞著書。
這些供人索取的善書數量龐大，其中流通最廣者以三聖經為代表，太上老君所降著的經文《太上感應篇》、文昌帝君（文聖）《文昌帝君陰騭文》與關聖帝君（武聖）《關聖帝君覺世真經》在民間廣泛流傳，為各善書之首。
根據清朝大臣張之萬的說法，此三篇經文在民間廣泛流傳，為各善書之首。
嘉慶十一年（1806）陸喬木等人出版了《聖經彙纂》，從中可窺見當時民間信仰所重視的經書。該書共五冊：
- 第一冊收《太上感應經》、《玄天上帝金科玉律》、《功過格》、《明袁了凡先生四訓》、《準提王菩薩神咒》、《千手千眼觀世音菩薩廣大圓滿無礙大悲神咒》、《往生咒》、《摩訶般若波羅蜜多心經》；
- 第二冊收《文昌孝經》、《太上消劫梓潼本願真經》、《救劫寶經》、《文昌應化張仙大真人說注生延嗣妙應真經》、《文昌帝君陰騭文》；
- 第三冊收《武帝忠經》、《覺世經》、《降鸞寶訓》、《謨訓》；
- 第四冊收《玉歷鈔傳警世》、《玉歷懺悔》、《玉歷夢騐》、《玉歷現報》、《玉歷福報》、《玉歷轉禍為福》；
- 第五冊收《廣生延壽錄》、《禮佛日期》、《聖神寶誕日期》、《救苦感應膏》。

善書的流通發行常與該廟宇所奉祀的主神有關。以香港通善壇為例，其奉祀呂祖、文昌、關聖、觀音，所印製的善書就包括《關帝明聖經》、《文武二帝經》、《呂帝覺世經》、《佛說高王觀音經》等。
另外，一些神怪小說，尤其《西遊記》、《封神演義》等也對華人民間信仰的神靈體系有深遠影響。

## 现状

### 政府的态度
1949年中华人民共和国成立后，中国政府视民间信仰视为封建迷信加以打压，1979年中国实行改革开放后，逐渐放宽民间信仰的限制，到1990年代，对民间信仰的限制几乎不存在，然而，对正统的宗教，政府仍然有顾忌，对正统的宗教加以监视、规管和限制

### 环境污染
一些民间信仰者认为烧的香越大、越粗，烧香越多，越会得到神灵的庇佑，形成了中国烧高香之风。一些人在葬礼后把死者生前用过物品，例如皮制品，衣服等烧给死者这些行为不符合佛教教义，而且还污染环境，损害健康。佛教一向反对浪费，佛教不主張以物品殉葬，佛教主張人死之後，不可用貴重的棺木、不可穿高價的衣服、不可動用過多的人力與物力；把好好的東西埋了燒了，不是一個正信佛教徒的作為。解决办法就是把死者生前用过的物品放进环保回收箱，让环保机构进行环保处理。

### 引用
1. ↑  盧雲峰. .   [2024-04-04]. （原始内容存档于2024-04-04）.
2. ↑  . www.sohu.com.   [2025-05-07].
3. ↑  . liouduai.tacocity.com.tw.   [2019-12-17]. （原始内容存档于2020-11-04）.
4. ↑  . paper.people.com.cn.   [2025-05-07].
5. 1 2  鍾雲鶯.  (PDF). 臺灣宗教研究. 2010, 9 (2): 107-128  [2017年5月6日]. （原始内容 (PDF)存档于2017年10月24日）.
6. ↑  林美容. . 2003  [2015-12-28]. （原始内容存档于2020-12-12）.
7. ↑  《熙朝人鑒》〈印造經文〉:「經文中最著者，莫如《太上感應篇》、《文昌陰騭文》與《帝君覺世經》，三者流布寰區，罔不奉為圭臬。......蓋近今纂輯善書者，固多將《覺世經》與《感應篇》、《陰騭文》並列篇首。」
8. ↑  游子安.  (PDF). 中國文化研究所學報. 2010  [2015-12-28]. （原始内容存档 (PDF)于2020-09-21）.
9. ↑  . Freedom House.   [2025-04-17] （英语）.
10. ↑  . finance.cnr.cn.   [2025-07-11].
11. ↑  . www.beijinggongmu.com.   [2025-07-11].
12. ↑  . enews.moenv.gov.tw.   [2025-07-11] （中文（臺灣））.
13. ↑  . 佛教是主張焚燒紙庫錫箔的嗎？｜楊子佛教禮儀.   [2025-07-11] （中文（臺灣））.

## 外部連結
- 民間信仰常見手抄經書一覽、讀誦經書一覽
- 台灣民間的神明經書（页面存档备份，存于）
- 說教有理－善書寶卷典藏特展（页面存档备份，存于）
- 台灣民間信仰 - 世界宗教博物館（页面存档备份，存于）
- 術數流行與社會變遷
- 祭祀公業及神明會（页面存档备份，存于）